# والتر بورکمو
والتر بورکمو (انگلیسی: Walter Burkemo؛ ۹ اکتبر ۱۹۱۸ – ۸ اکتبر ۱۹۸۶) یک گلف‌باز بود.